# Mark Schauer
Mark Schauer (Howell, 2 ottobre 1961) è un politico statunitense, membro della Camera dei Rappresentanti per lo stato del Michigan dal 2009 al 2011.

## Biografia
Nato e cresciuto nel Michigan, Schauer lavorò come urbanista e per molti anni fu un funzionario. Occupandosi di diritti umani, si avvicinò alla politica con il Partito Democratico e nel 1996 venne eletto all'interno della Camera dei Rappresentanti del Michigan. Schauer vi rimase fino al 2002, quando venne eletto al Senato di stato del Michigan.
Dopo sei anni di permanenza all'interno della legislatura statale, Schauer si candidò alla Camera dei Rappresentanti nazionale e riuscì a farsi eleggere, sconfiggendo il deputato repubblicano in carica Tim Walberg. Nel 2010 Walberg si ricandidò per il suo vecchio seggio e sconfisse Schauer, che dovette così lasciare il Congresso dopo un solo mandato.
Nel 2014 si è candidato alla carica di governatore del Michigan, sfidando il repubblicano in carica Rick Snyder.